# Eu (Senna Marittima)
Eu ([ø]) è un comune francese di 7 645 abitanti situato nel dipartimento della Senna Marittima nella regione della Normandia.

## Geografia fisica
Situata nella parte nord del dipartimento e non lontano dal Canale della Manica, Eu è attraversata dalla Bresle poco prima della foce a Tréport. La cittadina, capoluogo di cantone, è conosciuta per la sua foresta demaniale, il suo castello e la sua collegiata.
Eu fa parte delle « tre città sorelle » con Le Tréport e Mers-les-Bains.

## Società

### Evoluzione demografica
Abitanti censiti

## Destino di un nome
La città, vivendo di turismo, cambierà presto nome in quanto, in molti motori di ricerca tra cui Google, non si trova nelle prime pagine di ricerca. "Eu" infatti è anche la sigla dell'Unione europea e per questo motivo il sindaco ha deciso di cambiare il nome alla città attraverso un referendum.
Inoltre la brevità del nome, unitamente al suono assai comune nella lingua francese, concorre a favorire giochi di parole. Così la buona educazione consiglia, parlando del sindaco di Eu, la dizione: «le maire de la ville d'Eu» ("il sindaco della città di Eu") piuttosto che, come si usa spesso per altri comuni, «il sindaco di [nome del comune]», che suonerebbe in questo caso: le maire d'Eu, pronuncia equivoca, in quanto non diversa da quella di le merdeux, che ha ben altro significato.

## Amministrazione

### Gemellaggi
- Haan, dal 1967
- Zouk Mikael, dal 2003